# Città metropolitana

Cartografia delle città metropolitane d'Italia, indicate in giallo.

La città metropolitana è uno degli enti locali territoriali presenti nella Costituzione italiana, all'articolo 114, dopo la riforma del 2001 (legge costituzionale nº 3/2001).
La legge del 7 aprile 2014, nº 56 recante "Disposizioni sulle città metropolitane, sulle province, sulle unioni e fusioni di comuni" ne disciplina l'istituzione in sostituzione alle province, come ente di area vasta, per quanto riguarda le regioni a statuto ordinario.
Tali enti sono istituiti anche nelle regioni a statuto speciale di Sardegna e Sicilia.

## Storia legislativa
La città metropolitana è un ente locale previsto per la prima volta dalla legge 8 giugno 1990, nº 142 (artt. 17-21) sulla riforma dell'ordinamento degli enti locali. All'interno di questa norma, si individuavano nove aree metropolitane (Torino, Milano, Venezia, Genova, Bologna, Firenze, Roma, Bari, Napoli), ove avrebbero dovuto essere istituiti due livelli di amministrazione locale: la città metropolitana e i comuni. Venivano anche indicati come organi della città metropolitana il consiglio, la giunta e il sindaco metropolitano. Si stabiliva, infine, che le nuove delimitazioni amministrative delle città metropolitane sarebbero state individuate entro un anno dall'approvazione della legge.
Tale scadenza fu posticipata più volte e in quest'ottica intervenne anche la legge nº 463 del 1993, che introdusse inoltre un carattere facoltativo alla riforma istituzionale modificando l'espressione originale “procede” con la dicitura “può procedere”. Con la legge nº 265 del 1999, accolta successivamente nel Testo Unico degli Enti Locali, si tentò di accelerare il processo di costituzione delle città metropolitane. Nel 2001, con la riforma del titolo V della Costituzione (legge costituzionale nº 3/2001), la riforma metropolitana acquisì dignità costituzionale a seguito della modifica dell'art. 114, che include le città metropolitane tra gli enti territoriali che costituiscono la Repubblica Italiana.
Nel 2007 il governo Prodi II approvò un disegno di legge-delega (per la redazione della Carta delle autonomie locali), che avrebbe dovuto abrogare il d.lgs. nº 267/2000, recante il Testo unico sull'Ordinamento degli Enti locali, il quale a sua volta raccoglieva in un unico testo la fondamentale legge nº 142/1990, la prima che aveva previsto, tra le varie disposizioni, l'istituzione delle città metropolitane. Secondo il predetto ddl, avrebbero potuto farne parte le circoscrizioni del comune capoluogo, trasformate – ed eventualmente accorpate – in municipi, nonché i comuni contermini strettamente integrati al capoluogo. L'iniziativa della costituzione della città metropolitana spettava al comune capoluogo o al 30% dei comuni della provincia o delle province interessate, che rappresentassero il 60% della relativa popolazione, oppure a una o più province insieme con il 30% dei comuni della provincia/e proponenti. Sulla proposta la regione doveva esprimere un parere e successivamente sarebbero stati chiamati a esprimersi anche i cittadini con un referendum, che non avrebbe avuto un quorum se il parere della regione fosse stato favorevole, o del 30% in caso contrario.
Il 5 maggio 2009 la legge-delega sul federalismo fiscale introdusse una normativa transitoria per la prima istituzione delle città metropolitane, delegando il governo ad adottare entro 36 mesi, ossia entro il maggio 2012, un decreto legislativo per l'istituzione delle città metropolitane.

### Fase istitutiva
Scaduto infruttuosamente tale termine, il governo Monti emanò il decreto legge sulla revisione della spesa pubblica, convertito in legge nº 135 il 7 agosto 2012.
L'articolo 18 del decreto prevedeva l'istituzione, entro il 1º gennaio 2014, di dieci città metropolitane nelle regioni ordinarie (vale a dire le nove individuate già nel 1990, cui si aggiunse Reggio Calabria), con la contestuale soppressione delle rispettive province. Un maxi-emendamento del governo alla Legge di stabilità 2013 rimandò però di un anno le scadenze di attuazione previste; nel febbraio 2013, inoltre, la relativa parte del decreto legge fu dichiarata incostituzionale dalla Corte costituzionale, per «violazione dell'art. 77 Cost., in relazione agli artt. 117, 2° comma lett. p) e 133, 1° comma Cost., in quanto il decreto-legge, atto destinato a fronteggiare casi straordinari di necessità e urgenza, è strumento normativo non utilizzabile per realizzare una riforma organica e di sistema quale quella prevista dalle norme censurate nel presente giudizio».
Per intervenire su questa materia, che riguarda enti previsti dalla Costituzione, era dunque necessaria una legge o un decreto legislativo, e in questo senso il governo Letta, il 26 luglio 2013, intervenne approvando un nuovo disegno di legge (Disposizioni sulle città metropolitane, sulle province, sulle unioni e sulle fusioni di comuni), che nel corso dell'iter parlamentare subì diverse modifiche.
Sotto il governo Renzi la legge nº 56/2014 recante Disposizioni sulle città metropolitane, sulle province, sulle unioni e fusioni di comuni (detta anche "legge Delrio" dal suo estensore Graziano Delrio, deputato PD e ministro per gli affari regionali e le autonomie nel precedente governo Letta) venne pubblicata sulla Gazzetta Ufficiale il 7 aprile 2014. La legge ha previsto nelle regioni a statuto ordinario l'istituzione di 10 città metropolitane, identificando la loro delimitazione territoriale con quella della relativa provincia contestualmente soppressa. La medesima legge, inoltre, prevedeva la coincidenza automatica tra la carica di sindaco metropolitano e quella di sindaco del comune capoluogo (eletto solo dai cittadini del comune suddetto e non dell'intera città metropolitana). A seguito del pronunciamento della Corte costituzionale, che nel 2021 aveva evidenziato l'incostituzionalità di tale misura, nel corso della XIX legislatura (2022-in corso) è stato depositato un d.d.l. che preveda l'elezione diretta tanto del sindaco metropolitano quanto del consiglio metropolitano.

## Assetto istituzionale
Gli organi della città metropolitana sono:
- il sindaco metropolitano: è di diritto il sindaco del comune capoluogo. Ha la rappresentanza dell'ente, convoca e presiede il consiglio metropolitano e la conferenza metropolitana, sovrintende al funzionamento dei servizi e degli uffici e all'esecuzione degli atti ed esercita le funzioni attribuite dallo statuto; ha potere di proposta per ciò che attiene al bilancio dell'ente;
- il consiglio metropolitano: è composto dal sindaco metropolitano e da un numero di consiglieri variabile in base alla popolazione residente (minimo 14 e massimo 24 consiglieri). È un organo elettivo di secondo grado, scelto con un sistema proporzionale per liste: hanno diritto di elettorato attivo e passivo i sindaci e i consiglieri dei comuni della città metropolitana. La cessazione dalla carica comunale comporta la decadenza da consigliere metropolitano. Il Consiglio dura in carica cinque anni: tuttavia, in caso di rinnovo del consiglio del comune capoluogo, si procede comunque a nuove elezioni del consiglio metropolitano entro sessanta giorni dalla proclamazione del sindaco. È l'organo di indirizzo e controllo, approva regolamenti, piani, programmi e approva o adotta ogni altro atto ad esso sottoposto dal sindaco metropolitano ed esercita le altre funzioni attribuite dallo statuto; ha altresì potere di proposta sullo statuto e sulle sue modifiche e poteri decisori finali per l'approvazione del bilancio.
- la conferenza metropolitana: è composta dal sindaco metropolitano, che la convoca e presiede, e dai sindaci dei comuni della città metropolitana. È competente per l'adozione dello statuto e ha potere consultivo per l'approvazione dei bilanci; lo statuto può attribuirle altri poteri propositivi e consultivi.

## Nelle regioni a statuto speciale
Ai sensi del rispettivo statuto di autonomia e dei loro aggiornamenti contenuti nelle leggi costituzionali italiane, le cinque regioni a statuto speciale hanno esclusiva competenza in materia dei propri enti locali. La legge Delrio 2014, oltre alle disposizioni riguardanti le regioni a statuto ordinario, ha previsto che anche le regioni a statuto speciale possano istituire città metropolitane «in armonia coi rispettivi statuti speciali e nel rispetto della loro autonomia organizzativa […] nei rispettivi capoluoghi di regione nonché nelle province già all'uopo individuate come aree metropolitane dalle rispettive leggi regionali».
Delle cinque regioni a statuto speciale, Sicilia, Friuli-Venezia Giulia e Sardegna (elencate in ordine cronologico in base alla prima normativa in merito) hanno avviato diversi processi normativi volti all'istituzione di città metropolitane (concretizzatisi però solo per Sicilia e Sardegna).

### Sicilia
Il primo intervento mirato al riconoscimento di aree metropolitane nel territorio siciliano risale al 1986 con la legge n.9. Successivamente, il 10 agosto 1995, un decreto del Presidente della regione individuava i confini delle aree metropolitane di Messina (51 comuni), Catania (27 comuni) e Palermo (27 comuni), anche se il progetto non ebbe seguito.
Il processo di riforma tornò ad avere una certa vitalità solo nel settembre 2013, quando la giunta regionale redasse un disegno di legge (deliberazioni nº 313 e 354) volto all'istituzione delle città metropolitane nei tre capoluoghi suddetti. Il testo, rivisto in quanto i confini delle città metropolitane ricalcano di massima quello delle vecchie province, è stato approvato dall'Assemblea regionale siciliana con la legge regionale 24 marzo 2014, n. 8, recante il titolo "Istituzione dei liberi Consorzi comunali e delle Città metropolitane" e disciplinata poi con la successiva legge regionale nº 15 del 4 agosto 2015. Il testo, all'art. 1, prevede che si tratta di un libero consorzio comunale denominato "città metropolitana". Gli organi sono identici al caso nazionale.
Le elezioni sono state rinviate più volte dall'Assemblea regionale siciliana, anche a causa di un non immediato adeguamento alla legge statale che disciplina le città metropolitane. Per questo motivo la gestione commissariale del consiglio (il sindaco è quello della città capoluogo) è stata prolungata più volte, in quanto le elezioni dei tre Consigli metropolitani sono state ripetutamente prorogate (l'ultima volta dal 2022 per tenersi nel 2023), oggetto di diverse contestazioni, e che la Corte Costituzionale si è pronunciata in merito. Difatti, la legge regionale 5 luglio 2023, n. 6, intitolata "Disposizioni transitorie sulle elezioni degli organi degli enti di area vasta", che prevedeva un ulteriore differimento delle elezioni dei Presidenti dei Liberi consorzi comunali e dei Consigli metropolitani, è stata abrogata dall'articolo 2 della l.r. 8 agosto 2024, n. 24, recante "Rinvio delle elezioni degli organi degli enti di area vasta". Tale abrogazione è conseguita alla sentenza n. 172 del 15 ottobre 2024 della Corte Costituzionale, che ha dichiarato l'illegittimità costituzionale della citata l.r. n. 6/2023 per violazione degli articoli 5 e 114 della Costituzione. Di conseguenza, la Regione Siciliana, con la legge regionale n. 24/2024, ha preso atto della decisione della Corte Costituzionale e ha provveduto a fissare un nuovo rinvio per le elezioni in conformità al nuovo quadro normativo. Un Decreto del Presidente della Regione Siciliana ha indetto le elezioni in Sicilia per il giorno di domenica 27 aprile 2025 dei "Presidenti e dei Consigli dei liberi Consorzi comunali di Agrigento, Caltanissetta, Enna, Ragusa, Siracusa e Trapani nonché dei Consigli Metropolitani di Palermo, Catania e Messina".
In questo modo, alla lista delle dieci città metropolitane previste dalla legge del 7 aprile 2014 nº 56, si sono aggiunte:
- Città metropolitana di Palermo (82 comuni) 1 276 525 abitanti[22]
- Città metropolitana di Catania (58 comuni) 1 116 168 abitanti[23]
- Città metropolitana di Messina (108 comuni) 647 477 abitanti.[24]

### Friuli-Venezia Giulia
La Regione Friuli-Venezia Giulia, con la legge regionale nº 10/1988, aveva avviato un processo normativo inserendo un articolo riguardante "disposizioni particolari per l'area metropolitana di Trieste". Le disposizioni in questione sono state abrogate con la legge regionale nº 1/2006 che ha contestualmente inserito la possibilità di istituire città metropolitane nella regione, riconoscendo il potere di iniziativa ai comuni capoluogo. Al 2024, nella regione non si è avuta l'istituzione di alcuna città metropolitana, né a Trieste né altrove.

### Sardegna
Già la legge 8 giugno 1990, nº 142, all'art. 17, prevedeva per la Sardegna la possibilità di delimitare l'area metropolitana di Cagliari con propria legge regionale. Il processo fu avviato con la legge regionale nº 4/1997 e trovò attuazione quasi vent'anni dopo, al seguito all'approvazione della legge regionale 2/2014 del 27 gennaio 2014.
La città metropolitana di Cagliari è composta, oltre che dal capoluogo, dai sedici comuni ad esso conurbati e dell'hinterland, conta una popolazione di oltre 431 000 abitanti e si estende su una superficie di 1248 km². È stata così, nel suo assetto territoriale vigente dal 2014 al 2025, l'unica città metropolitana italiana creata seguendo una logica di area metropolitana, e non semplicemente cambiando nome alla precedente provincia.
La legge regionale 7 del 12 aprile 2021 ha istituito la città metropolitana di Sassari, che corrisponde territorialmente e storicamente alla precedente provincia ad eccezione del territorio nord-orientale, con 67 comuni e 328 000 abitanti, divenuta operativa nell'aprile 2025. 
La medesima legge regionale ha ampliato il territorio della città metropolitana di Cagliari. Si prevede che tale riforma trovi piena attuazione nel corso del 2025.